# Charge nominale
La charge nominale est la masse maximale établie par le fabricant d'appareils de levage pour une utilisation dans des conditions normales. La charge nominale doit être affichée en évidence sur la plaque diagramme fixée sur l'appareil de levage en fonction de la distance D. Cette dernière est la distance comprise entre le talon de la fourche et le centre de gravité de la charge.
Cette charge nominale varie aussi en fonction de l'élévation de la charge. Les coefficients de perte sont les suivants :
| Hauteur en élévation | % de perte |
| -------------------- | ---------- |
| 0 à 3,30 m           | 0 %        |
| 3,30 m à 4,05 m      | 25 %       |
| 4,05 m à 4,50 m      | 40 %       |
| 4,50 m à 5,20 m      | 50 %       |